# Auguste Clésinger

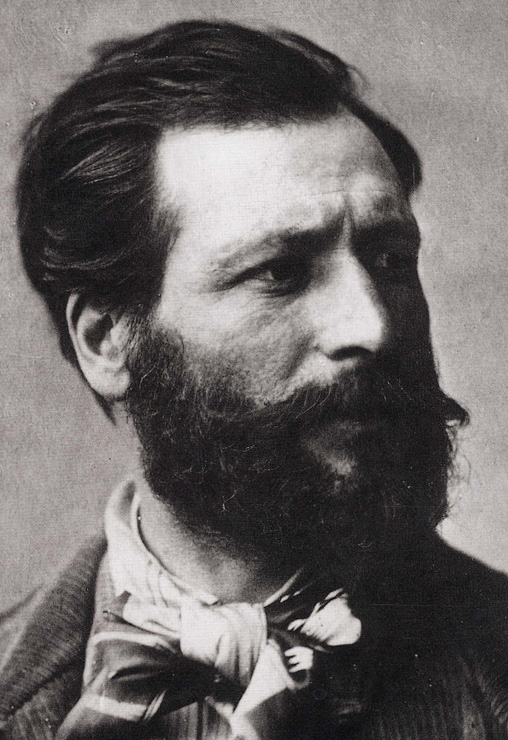
Auguste Clésinger

Jean Baptiste Auguste Clésinger, född 22 oktober 1814, död 5 januari 1883, var en fransk skulptör.
Clésinger var en tid mycket populär som skulptör i Paris, och uppförde en rad större och mindre monument, såsom byster, statyer och annat. Flera av dessa uppställdes i teaterbyggnader och foajéer, en av de mer kända är hans byst av svärmodern, George Sand i Théâtre-Français.